# Toshihide Maskawa
Toshihide Maskawa, în japoneză 益川 敏英, (n. 7 februarie 1940, Nagoya, Japonia – d. 23 iulie 2021, Kyoto, Japonia) a fost un fizician japonez, laureat al Premiului Nobel pentru Fizică în 2008, împreună cu Makoto Kobayashi, pentru descoperirea originii ruperii simetriei, ceea ce prezice existența a cel puțin trei familii de quarkuri în natură. Cei doi au împărțit jumătate din premiu, cealaltă fiindu-i acordată americanului de origine japoneză Yoichiro Nambu.

## Biografie
Originar din Prefectura Aichi, Maskawa a terminat Universitatea din Nagoya în 1962, primind doctoratul în fizică în 1967, de la aceeași școală. Toshihide Maskawa este professor emeritus al Universității din Kyoto și profesor la Universitatea Kyoto Sangyo.